# René Meusel
René Meusel (* 11. April 1982 in Sonneberg) ist ein deutscher Choreograf, Regisseur und Tänzer.

## Leben
Meusel begann im Kindesalter mit dem Tanzen. Er trat bereits im Alter von zehn Jahren mit eigenen Shows bei Stadtfesten auf. Als er mit 16 Jahren den Titel als „Hessischer Freestyle Meister 1998“ in Kassel verliehen bekam, entschied er sich den Weg der Bühne weiterzugehen.
Seine Ausbildung zum Musical-Darsteller an der Hamburger Stage School of Music, Dance and Drama begann René Meusel 1999. 2000 wurde er von der Schlagersängerin Marianne Rosenberg als Tänzer für Fernseh- und Bühnenauftritte engagiert. 2001 wurde Meusel als Choreograf für den Fernseh-Auftritt von ATC für deren Hit Around the World (La La La La La) bei der RTL-Sendung Bravo Super Show engagiert. Im selben Jahr tanzte er für die Sängerin Isabel Soares und trat mit ihr im Vorprogramm der Sängerin Blümchen in Deutschland, Österreich und der Schweiz auf.
Der Produzent Dieter Bohlen und der US-amerikanische Choreograf Marvin A. Smith engagierten René Meusel für den Debüt-Auftritt der Blümchen-Nachfolgerin Millane Fernandez. Er tanzte bei der Vorentscheidung zum Eurovision Song Contest 2001 an ihrer Seite. Es folgten Live- und Fernsehauftritte für Millane Fernandez, u. a. bei der Musiksendung The Dome von RTL II und der BBC-Chartshow Top of the Pops. 2002 ging René Meusel als Tänzer, Dance-Captain und Choreograf der Berliner Show-Produktion „Dancing Feet“ auf Europa-Tournee.
2003 trat Meusel erstmals als Sänger auf und unterzeichnete einen Plattenvertrag bei Wea. Gemeinsam mit Ekaterina und Julia Kozhanova veröffentlichte er als Pop-Act P.Y.T. (Pretty Young Things) die Single Relight my Fire, ein Dance-Remake von Dan Hartmans Smash-Hit aus dem Jahre 1979. Das Remake wurde von RTL und Moderator Hape Kerkeling als Titelsong zu der Sendung Die 70er Show ausgewählt. Im April präsentierte Meusel mit P.Y.T. den Song live in der RTL-Auftakt-Sendung. Es folgten Auftritte, unter anderem im Fernsehen auf KIKA, NBC Giga oder beim Christopher Street Day in Köln. 2004 gründete René Meusel seine Flava Dance Company. Die elfköpfige Tanzgruppe trat unter anderem zwei Mal live in der Sendung ZDF-Fernsehgarten auf.
Gemeinsam mit dem Erlebnisgastronom und Produzenten Hans-Peter Wodarz sowie dem Regisseur Arthur Castro initiierte er 2006 die Show-Produktion Belle et Fou – Das Spiel mit der Lust in der Spielbank Berlin, die gehobene Gastronomie und Erotiktheater verband. 2008 choreografierte und tanzte René Meusel für den Sänger Patric Q. 2009 choreografierte er für Carolin Fortenbacher ihre Debüt-Single Hinterm' Ozean. Im gleichen Jahr choreografierte Meusel die Popstars-Girlgroup Queensberry.

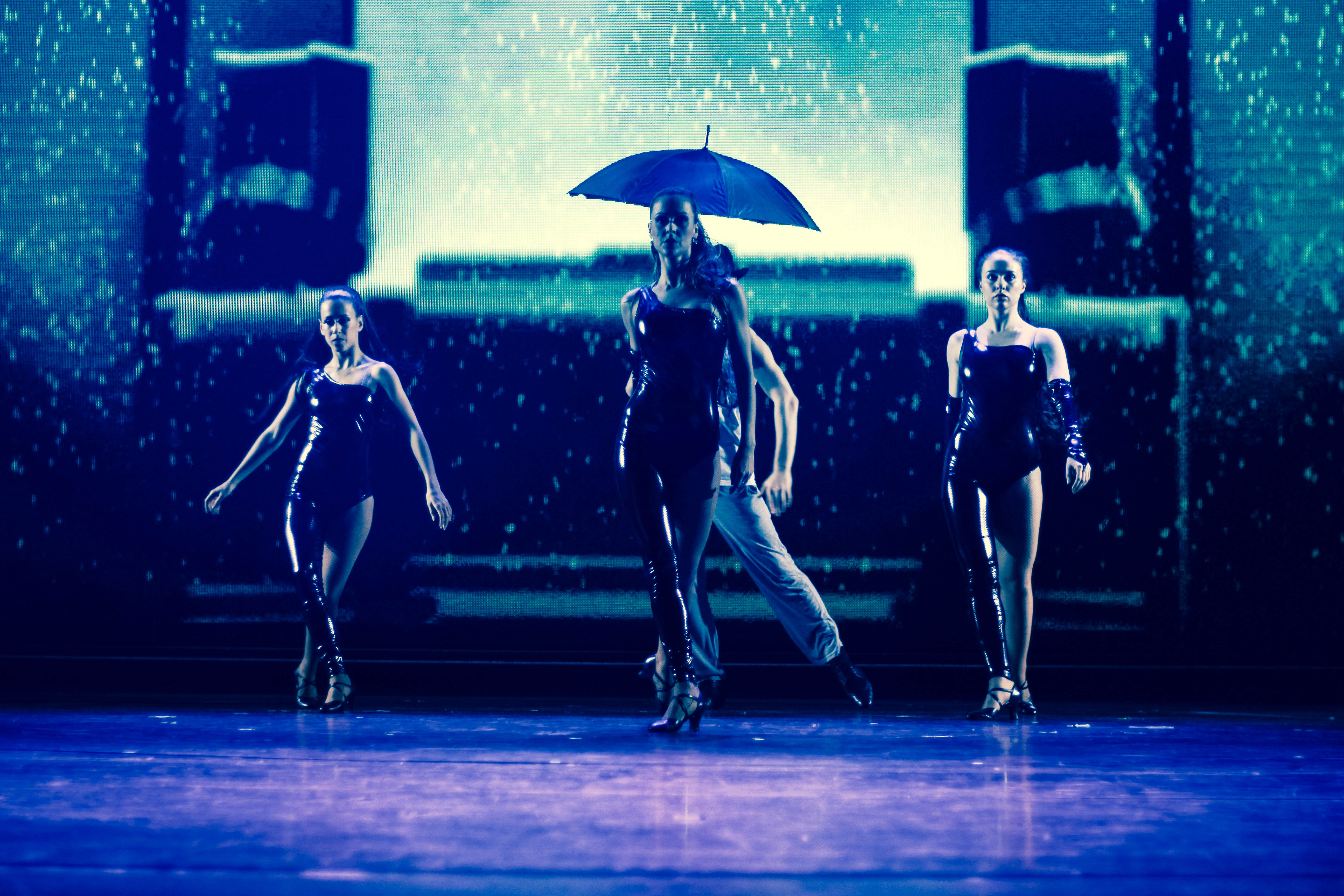
René Meusel – Choreografie zu Liber Tango von Grace Jones für Mein Schiff 3 (TUI Cruises Entertainment)

2014 choreografierte Meusel für die Reederei TUI Cruises die Tanz-Show Romance & Dance mit Fernanda Brandão, die auf dem Kreuzfahrtschiff Mein Schiff 3 aufgeführt wurde. Für die Mein Schiff 4 choreografierte er eine weitere Show, die Science-Fiction-Produktion Das Lied der Gezeiten mit selbst komponierter und vom Deutschen Filmorchester Babelsberg eingespielter Musik. Ein zehnminütiger Ausschnitt der Show wurde zur Tauf-Zeremonie der Mein Schiff 4 am 5. Juni in Kiel aufgeführt und live im NDR übertragen. Am 9. September wurde TUI Cruises mit dem Deutschen Kreuzfahrpreis 2016 für das beste Unterhaltungsprogramm ausgezeichnet. Die Preisverleihung fand auf der „Cruise Europe Night“ im Rahmen der Seatrade Europe statt.
Im April 2016 absolvierte Meusel sein Debüt als Regisseur und inszenierte die Show Havanna – Cuba libre für Roncalli’s Apollo Varieté in Düsseldorf. Circus Roncalli Gründer Bernhard Paul oblag hierbei die künstlerische Leitung. Die 90-minütige Revue feierte am 21. April 2016 Premiere.
2018 feierte Meusel sein Debüt als Autor: Er schrieb das auf einer Idee von Bernhard Paul basierende Musical Roncalli – nach einer wahren Geschichte, welches zum ersten Mal die Geschichte des Circus Roncalli und seines Gründers Bernhard Paul in Bühnenform erzählt. Das Bühnenstück feierte im März 2019 Premiere auf der Mein Schiff 2 – einem Kreuzfahrtschiff von Tui Cruises. Meusel oblag hierbei auch die Regie.
In seiner Tätigkeit als Head of Production bei TUI Cruises entwickelte Meusel 2020 während der COVID-19-Pandemie das erste umfassende Theater-Entertainment-Konzept für Kreuzfahrtschiffe. Die Premiere fand am 24. Juli 2020 auf der Mein Schiff 2 in Hamburg statt und gehörte zu den weltweit ersten Theateraufführungen nach dem Lockdown. Zum Bühnenprogramm für die Gäste gehörten unter anderem das Schmidt Theater / Schmidts Tivoli sowie ein Auftritt von Vicky Leandros.
Seit 2020/2021 ist Meusel Head of Entertainment bei TUI Cruises. In dieser Funktion verantwortete er die Weiterentwicklung des Entertainments an Bord und setzte neue kreative Schwerpunkte. Zu seinen Konzeptentwicklungen zählen unter anderem:
- La Cage – Burlesque, Bar & Casino (erstes Burlesque-Theater auf einem deutschen Kreuzfahrtschiff)[17]
- FUGU – Die Experience mit Tim Raue (eine digitale immersive 5-Gänge-Erlebnisreise rund um japanische Tradition und Moderne)[18]

Meusel war außerdem für die Inszenierung mehrerer Taufshows verantwortlich, darunter die Taufe der Mein Schiff 7 in Kiel sowie die Taufe der Mein Schiff Relax im April 2025 in Málaga. Bei der Veranstaltung traten unter anderem Robbie Williams (ehemals Take That), Giovanni Zarrella sowie die Moderatorin und Journalistin Judith Rakers auf, die das Programm begleiteten.
Meusel veröffentlichte am 1. Juni 2025 sein erstes Buch "How to become a Performer?!" über den BoD Verlag. Das Buch-Debüt beschreibt eine Methodik, die Meusel aus der Praxis für und aus der Arbeit mit Kunstschaffenden und Performern heraus entwickelt hat.